# Station Skwierzyna
Station Skwierzyna was een spoorwegstation in de Poolse plaats Skwierzyna.